# Ceviană
În geometrie, ceviana este segmentul care unește vârful unui triunghi cu un punct de pe latura opusă (sau de pe prelungirea acesteia).
Ceviene remarcabile:
- mediană: punctul este mijlocul laturii;
- înălțime: ceviana este perpendiculară pe latura opusă;
- bisectoare: ceviana formează unghiuri congruente cu laturile alăturate;
- simediană: simetrica medianei în raport cu bisectoarea interioară.

Denumirea provine de la matematicianul Giovanni Ceva.

## Lungime

Un triunghi cu o ceviană de lungime d

Teorema lui Stewart furnizează lungimea d a unei ceviene în funcție de lungimile  {\displaystyle a,b,c}  ale laturilor triunghiului:
{\displaystyle \,b^{2}m+c^{2}n=a(d^{2}+mn).}